# Leptognathia paraforcifera
Leptognathia paraforcifera är en kräftdjursart som beskrevs av Lang 1968. Leptognathia paraforcifera ingår i släktet Leptognathia och familjen Leptognathiidae. Inga underarter finns listade i Catalogue of Life.